# Le Mans Sports Car Company

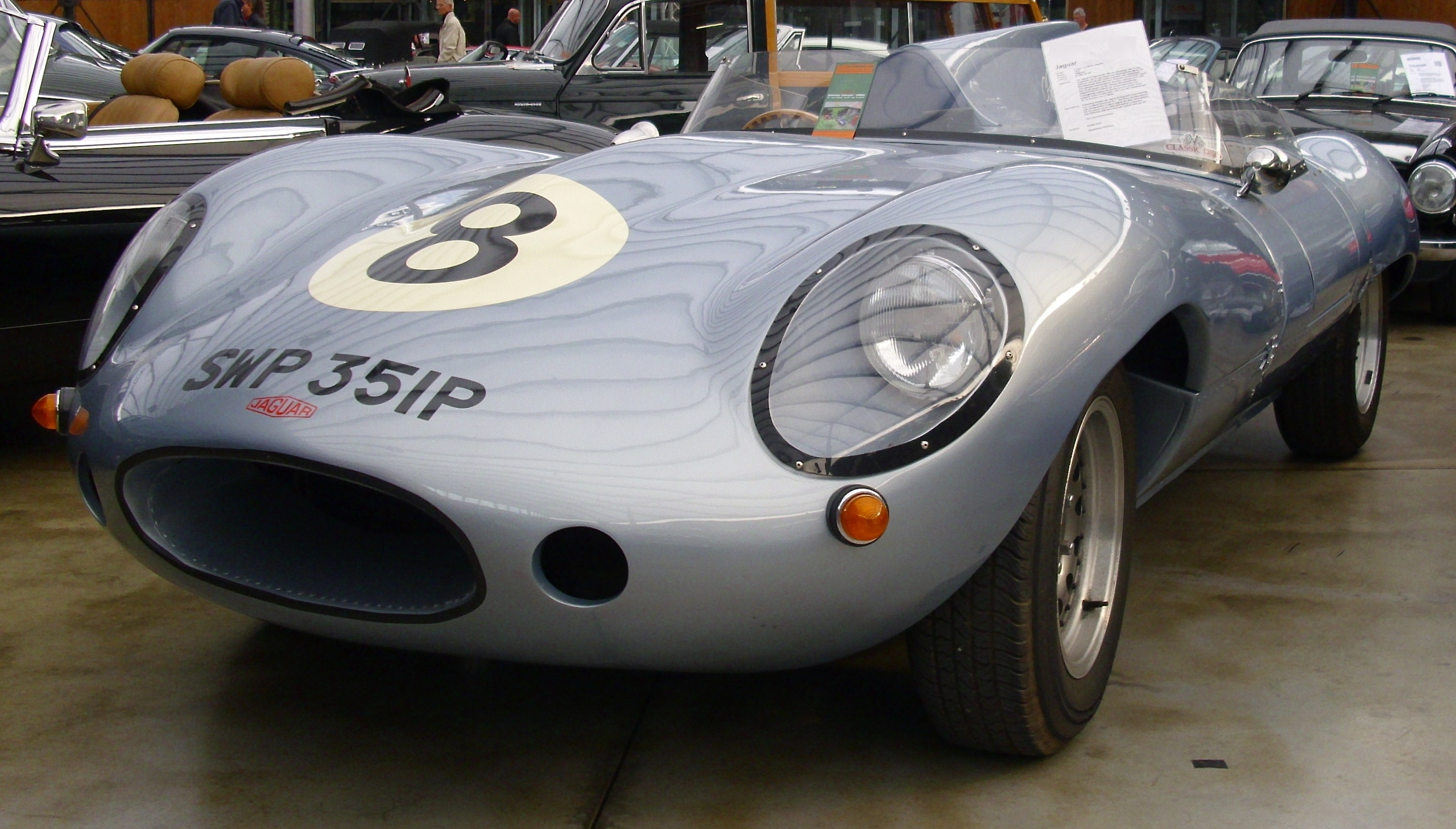
Le Mans Sports Cars D-Type

Le Mans Sports Car Company, zuvor Le Mans Sports Cars, war ein britischer Hersteller von Automobilen.

## Unternehmensgeschichte
Le Mans Sports Cars wurde in den 1980er Jahren in Stoke-on-Trent in der Grafschaft Staffordshire gegründet  und  begann die Produktion von Automobilen und Bausätzen für Kit Cars. Der Markenname lautete Le Mans. Ab 1990 vertrieben sie auch Bausätze von Stardust Sports Cars aus Whitton im London Borough of Richmond upon Thames unter Leitung von Vic Minay. 1997 übernahm David Yoxall das Unternehmen, benannte es in Le Mans Sports Car Company um und verlegte den Sitz nach Westbury in Wiltshire. Eine andere Quelle gibt für Umbenennung und Umzug das Jahr 1993 an. 2000 endete die Produktion. Insgesamt entstanden über 40 Exemplare.

## Fahrzeuge
Ein Modell war der Stardust D-Type, die Nachbildung des Rennsportwagens Jaguar D-Type. Das Fahrgestell war ein Gitterrahmen. Darauf wurde eine offene zweisitzige Karosserie montiert. Die Hinterachse kam vom bis 1981 mit Hinterradantrieb gebauten Ford Escort. Der Vierzylindermotor mit 2000 cm³ Hubraum war der Ford OHC, auch „Pinto-Motor“ genannt. Tiger Racing übernahm 1999 oder 2000 dieses Projekt, fertigte einen Prototyp, der Tiger D-Type genannt wurde, und gab es 2001 weiter an Lightning Motor Company, die es ihrerseits 2006 an Leighton Motor Company abgaben. Die Markennamen während der letzten beiden Stationen sind nicht überliefert.
Der Milano D-Type erschien 1993 und war ähnlich. Allerdings war der Rahmen geändert und konnte Motoren von Jaguar Cars und Triumph aufnehmen. Von beiden Ausführungen zusammen entstanden etwa 41 Exemplare.
Außerdem fertigte das Unternehmen Nachbildungen von Jaguar C-Type, Jaguar D-Type und Jaguar XK-SS, die nur als Komplettfahrzeuge angeboten wurden.